# Gaultheria griffithiana
Gaultheria griffithiana là một loài thực vật có hoa trong họ Thạch nam. Loài này được Wight mô tả khoa học đầu tiên năm 1847.